# مسجد آقا محمود
مسجد آقا محمود یا مسجد کُردهای فیلی مقیم مرکز مربوط به اواخر دوره صفوی است و در تهران، خیابان پامنار واقع شده و این اثر در تاریخ ۲۵ شهریور ۱۳۶۳ با شمارهٔ ثبت ۱۶۳۵ به‌عنوان یکی از آثار ملی ایران به ثبت رسیده است.